# Ronald Fotofili
Ronald Lawrence Fotofili (Lapaha, 6 de julio de 1998) es un atleta tongano. Participó en la roda preliminar de 100 m masculino del Campeonato Mundial de Atletismo de 2019, sin lograr pasar a la fase de eliminatorias.
En 2017 compitió en Mini Juegos del Pacífico y en el Campeonato de Atletismo sub-20 de Oceanía. En 2019 compitió en los 100m, 400m, 200m, relevo 4 × 100m y el relevo 4 × 400m, en los Juegos del Pacífico en Apia, donde  logró su mejor marca personal de 10,89. Asimismo, ese año compitió en los 100m del Campeonato Mundial de Atletismo en Doha.